# Conicera philippinensis
Conicera philippinensis är en tvåvingeart som beskrevs av Charles Thomas Brues 1936. Conicera philippinensis ingår i släktet Conicera och familjen puckelflugor.
Artens utbredningsområde är Filippinerna. Inga underarter finns listade i Catalogue of Life.